# Nacionalidad dominicana
La nacionalidad dominicana es el vínculo jurídico que liga a una persona física con el Estado dominicano y que le atribuye la condición de ciudadano. Es tanto un derecho fundamental como el estatuto jurídico de las personas. Por esta relación, el individuo disfruta de unos derechos que puede exigir al Estado y este puede imponerle el cumplimiento de una serie de obligaciones y deberes.

## Articulado constitucional
La constitución dominicana vigente desde el año 2015 establece en el Capítulo V, Sección I de manera precisa quiénes pueden ser beneficiados con la nacionalidad dominicana: 

Artículo 18.- Nacionalidad. Son dominicanas y dominicanos:
1. Los hijos e hijas de madre o padre dominicanos
2. Quienes gocen de la nacionalidad dominicana antes de la entrada en vigencia de esta Constitución
3. Las personas nacidas en territorio nacional, con excepción de los hijos e hijas de extranjeros miembros de legaciones diplomáticas y consulares, de extranjeros que se hallen en tránsito o residan ilegalmente en territorio dominicano. Se considera persona en tránsito a toda extranjera o extranjero definido como tal en las leyes dominicanas
4. Los nacidos en el extranjero, de padre o madre dominicanos, no obstante haber adquirido, por el lugar de nacimiento, una nacionalidad distinta a la de sus padres. Una vez alcanzada la edad de dieciocho años, podrán manifestar su voluntad, ante la autoridad competente, de asumir la doble nacionalidad o renunciar a una de ellas
5. Quienes contraigan matrimonio con un dominicano o dominicana, siempre que opten por la nacionalidad de su cónyuge y cumplan con los requisitos establecidos por la ley
6. Los descendientes directos de dominicanos residentes en el exterior
7. Las personas naturalizadas, de conformidad con las condiciones y formalidades requeridas por la ley.
8. Párrafo.- Los poderes públicos aplicarán políticas especiales para conservar y fortalecer los vínculos de la Nación dominicana con sus nacionales en el exterior, con la meta esencial de lograr mayor integración.

### Naturalización y doble nacionalidad
La constitución dominicana vigente desde el año 2015 establece en el Capítulo V, Sección I de manera precisa quiénes pueden optar por el beneficio de la naturalización: 

Artículo 19.- Naturalización. Las y los extranjeros pueden naturalizarse conforme a la ley, no pueden optar por la presidencia o vicepresidencia de los poderes del Estado, ni están obligados a tomar las armas contra su Estado de origen. La ley regulará otras limitaciones a las personas naturalizadas.

Artículo 20.- Doble nacionalidad. Se reconoce a dominicanas y dominicanos la facultad de adquirir una nacionalidad extranjera. La adquisición de otra nacionalidad no implica la pérdida de la dominicana. Párrafo.- Las dominicanas y los dominicanos que adopten otra nacionalidad, por acto voluntario o por el lugar de nacimiento, podrán aspirar a la presidencia y vicepresidencia de la República, si renunciaren a la nacionalidad adquirida con diez años de anticipación a la elección y residieren en el país durante los diez años previos al cargo. Sin embargo, podrán ocupar otros cargos electivos, ministeriales o de representación diplomática del país en el exterior y en organismos internacionales, sin renunciar a la nacionalidad adquirida.

### Ciudadanía dominicana
La constitución dominicana vigente desde el año 2015 establece en el Capítulo V, Sección II de manera precisa quienes pueden ser considerados como ciudadanos dominicanos y los derechos y deberes de los cuales gozan, así como también de cuáles son las situaciones en las cuales se puede perder o suspender dichos derechos: 

Artículo 21.- Adquisición de la ciudadanía. Todos los dominicanos y dominicanas que hayan cumplido 18 años de edad y quienes estén o hayan estado casados, aunque no hayan cumplido esa edad, gozan de ciudadanía.

Artículo 22.- Derechos de ciudadanía. Son derechos de ciudadanas y ciudadanos: #Elegir y ser elegibles para los cargos que establece la presente Constitución; #Decidir sobre los asuntos que se les propongan mediante referendo; #Ejercer el derecho de iniciativa popular, legislativa y municipal, en las condiciones fijadas por esta Constitución y las leyes; #Formular peticiones a los poderes públicos para solicitar medidas de interés público y obtener respuesta de las autoridades en el término establecido por las leyes que se dicten al respecto; #Denunciar las faltas cometidas por los funcionarios públicos en el desempeño de su cargo.

Artículo 23.- Pérdida de los derechos de ciudadanía. Los derechos de ciudadanía se pierden por condenación irrevocable en los casos de traición, espionaje, conspiración; así como por tomar las armas y por prestar ayuda o participar en atentados o daños deliberados contra los intereses de la República.

Artículo 24.- Suspensión de los derechos de ciudadanía. Los derechos de ciudadanía se suspenden en los casos de: #Condenación irrevocable a pena criminal, hasta el término de la misma; #Interdicción judicial legalmente pronunciada, mientras ésta dure; #Aceptación en territorio dominicano de cargos o funciones públicas de un gobierno o Estado extranjero sin previa autorización del Poder Ejecutivo; #Violación a las condiciones en que la naturalización fue otorgada.

### Régimen de extranjería
La constitución dominicana vigente desde el año 2015 establece en el Capítulo V, Sección II de manera precisa cuales son los derechos y deberes de los extranjeros residentes en el territorio de la República Dominicana:

Artículo 25.- Régimen de extranjería. Extranjeros y extranjeras tienen en la República Dominicana los mismos derechos y deberes que los nacionales, con las excepciones y limitaciones que establecen esta Constitución y las leyes; en consecuencia: #No pueden participar en actividades políticas en el territorio nacional, salvo para el ejercicio del derecho al sufragio de su país de origen; #Tienen la obligación de registrarse en el Libro de Extranjería, de acuerdo con la ley; #Podrán recurrir a la protección diplomática después de haber agotado los recursos y procedimientos ante la jurisdicción nacional, salvo lo que dispongan los convenios internacionales.

## Controversias

### Sentencia 168/13
La Constitución de la República Dominicana vigente entre los años 1966 y 2010, establecía en el artículo 11 que “la nacionalidad dominicana podía ser adquirida por “[…] 1. Todas las personas que nacieren en el territorio de la República, con excepción de los hijos legítimos de los extranjeros residentes en el país en representación diplomática o los que estén de tránsito en él.” Desde entonces fue una práctica común y extendida que toda persona que nacía en el territorio dominicano se le consideraba como nacional dominicano y a tal efecto los oficiales del estado civil dominicano emitían certificados de nacimiento y documentos de identificación dominicanos a estas.
Posteriormente, la Suprema Corte de Justicia, mediante sentencia del catorce (14) de diciembre de dos mil cinco (2005), relativo al recurso de inconstitucionalidad interpuesto contra la Ley General de Migración Núm. 285-04, estableció que: “(…) no nace dominicano; que, con mayor razón, no puede serlo el hijo (a) de la madre extranjera que al momento de dar a luz se encuentra en una situación irregular y, por tanto, no puede justificar su entrada y permanencia en la República Dominicana […].”
El 26 de enero del 2010 se proclama una nueva Constitución, cuyo artículo 18 establece que: “son dominicanos las personas nacidas en territorio nacional, con excepción de los hijos e hijas de los extranjeros miembros de legaciones diplomáticas y consulares, de extranjeros que se hallen en tránsito o residan ilegalmente en territorio dominicano. Se considera persona en tránsito a toda extranjera o extranjero definido como tal en las leyes dominicanas”. Con esta modificación se varió el texto que existía desde principios del siglo XX, introduciendo la excepción para la adquisición de nacionalidad por ius soli a los hijos de extranjeros en condición irregular.
La nueva constitución también creó el Tribunal Constitucional, y lo facultó para conocer los recursos de inconstitucionalidad por vía directa y de la revisión de amparo, en virtud de lo que disponen los artículos 185 numeral 4 de la misma, y 9 y 94 de la Ley Orgánica No. 137-11 del Tribunal Constitucional y de los procedimientos constitucionales.
La Sentencia emitida por el Tribunal Constitucional de la República Dominicana, ratificó en parte la jurisprudencia de la Suprema Corte de Justicia del 14 de diciembre del año 2005, reafirmando que a los hijos de extranjeros ilegales o en tránsito nacidos en territorio de la República Dominicana no les corresponde la nacionalidad dominicana. 
El Tribunal Constitucional consideró el problema en el ámbito del Derecho Interno antes de considerarlo del domino del Derecho Internacional Público debido a que el otorgamiento de la nacionalidad a un individuo constituye una expresión de la soberanía nacional, discrecional de los Estados, y que en consecuencia no compete a ninguna corte internacional determinar los mecanismos mediante los cuales un Estado decide otorgar ese privilegio.
El Tribunal dispuso que la Junta Central procediera a someter por ante el tribunal correspondiente la demanda en nulidad del acta de nacimiento de la señora Deguis Pierre y conjuntamente que la Dirección General de Migración le otorgara a esta un permiso especial de estadía temporal en el país hasta que el Plan nacional de regularización de extranjeros ilegales radicados en el país determine las condiciones de regularización de este género de casos.
Es decir, el Tribunal Constitucional dominicano ordenó a la Junta Central Electoral iniciar un trámite judicial administrativo a los fines de anular su acta de nacimiento como dominicana y enviar su caso a la Dirección General de Migración para que fuera tratada como una extranjera a los fines de regularizar. La sentencia 168 por ende buscaba desnacionalizar a Juliana Deguis Pierre y convertirla en apátrida.
Y en efecto, el día 3 de octubre de 2013, dando cumplimiento a la sentencia 168 la Dirección General de Migración, a través de su director José Ricardo Taveras Blanco, le notificó a la señora Juliana Deguis Pierre un memorándum donde le informaba de su estatus como extranjera y condicionaba el mismo a su futura incorporación al Plan Nacional de Regularización, que no sería puesto en vigencia sino meses después por decreto presidencial. A partir de ese momento, para el Estado dominicano, Juliana era efectivamente considerada extranjera, o no-dominicana.
A pesar de la presión internacional para que la República Dominicana dejara abierta la posibilidad de cualquier extranjero nacido en territorio dominicano pudiera obtar por la nacionalidad dominicana, prevaleció la soberanía y la sentencia histórica emitido por el más alto tribunal del país. A cambio se llevó a cabo un exitoso programa de regularización de extranjeros, aunque a la fecha, cientos de miles de extranjeros viven de manera ilegal en la República Dominicana sin que exista un verdadero interés en regular y corregir esta situación.